# Torymus pretiosus
Torymus pretiosus är en stekelart som först beskrevs av Walker 1833.  Torymus pretiosus ingår i släktet Torymus och familjen gallglanssteklar. Inga underarter finns listade i Catalogue of Life.